# Katori-jingū

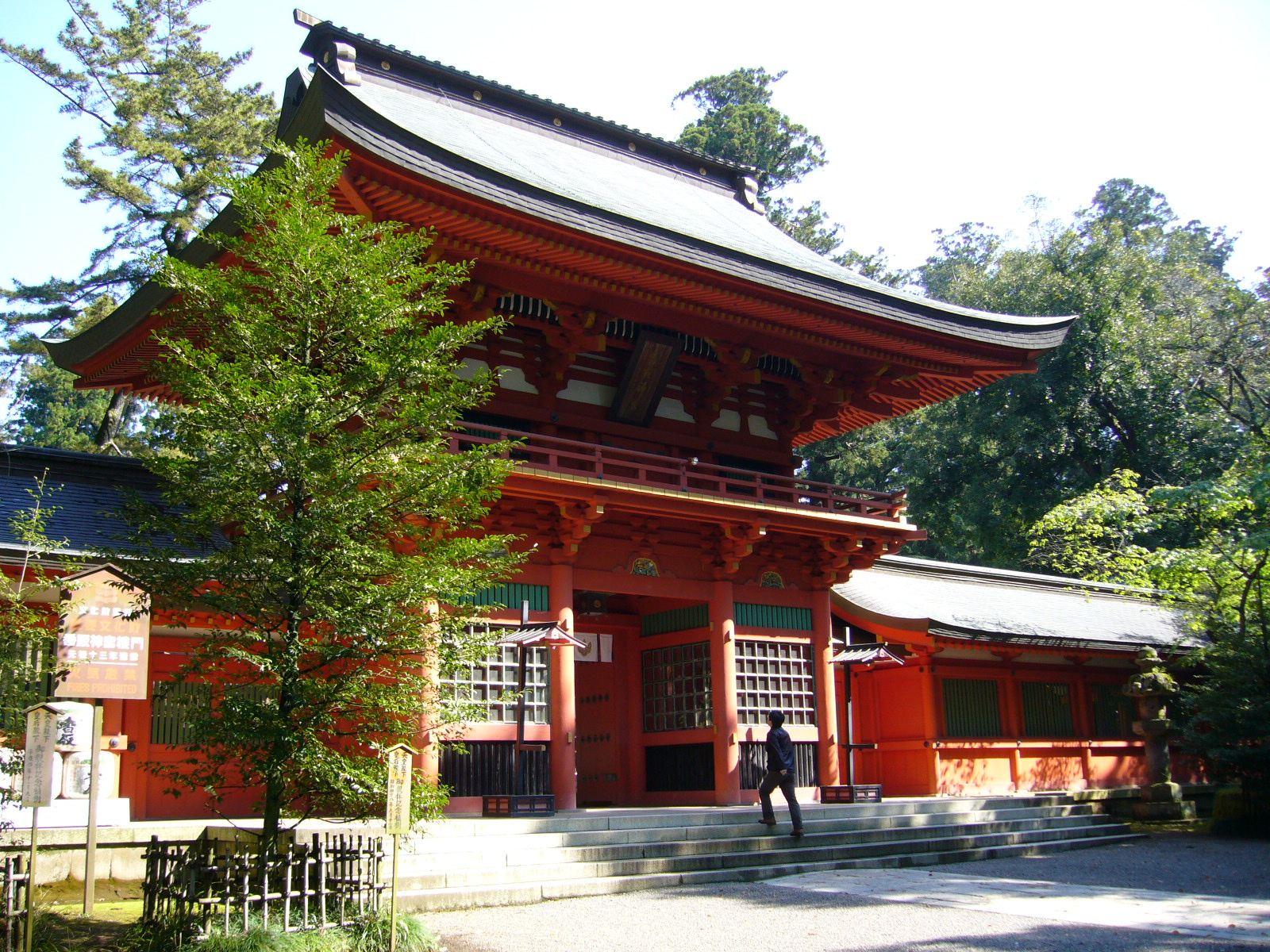
Rōmon (楼門) du sanctuaire.

Le Katori-jingū (香取神宮) est un sanctuaire shinto situé dans la ville de Katori, préfecture de Chiba. C'est le sanctuaire de tête d'environ 400 sanctuaires Katori dans tout le pays (essentiellement dans la région de Kantō).

## Histoire

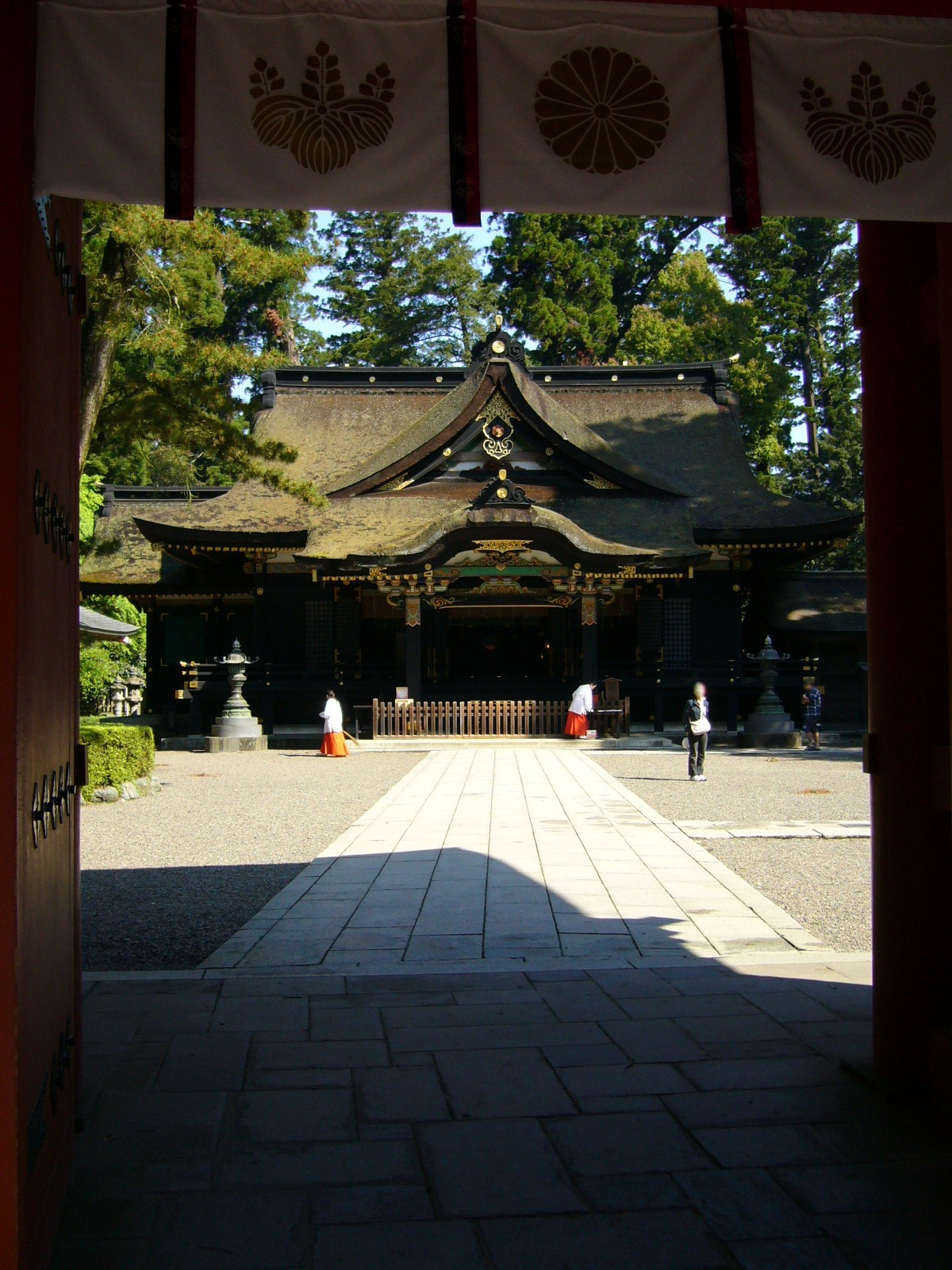
Salle de culte vue de la porte de la tour.

Son âge exact est inconnu. Selon la légende du sanctuaire et le Hitachi Fudoki (ancien document historique), il est construit en l'an 643 av. J.C pendant la dix-huitième année du règne du légendaire empereur Jimmu. À cette époque, le clan Ō (多氏, Ō-shi?) migre de la province de Higo vers Kyūshū, conquiert les tribus locales Emishi et forme une alliance avec le clan Nakatomi voisin, ancêtre du clan Fujiwara dans ce qui est maintenant le Kashima-jingū.
À l'époque de Heian, il porte le titre de ichi-no-miya (一の宮, littéralement  « premier sanctuaire » de la province de Shimōsa. Les bâtiments actuels de la salle principale (honden) et le (rōmon) datent de 1700 (treizième année de l'ère Genroku). Ils ressortent du style nagare-zukuri (三間社流造).
En raison de son  kami principal (voir ci-dessous), le sanctuaire a une relation particulière au shintoïsme du tennō. C'est pourquoi il porte le titre de « jingū » (神宮) et fait partie des sanctuaires chokusaisha qui reçoivent à intervalles réguliers (ici tous les six ans) des dons de la part d'un envoyé du tennō.
Comme c'est le cas pour l'Ise-jingū, le honden (bâtiment le plus sacré du sanctuaire) devait être détruit et reconstruit tous les vingt ans selon une pratique appelée sengū (de) (式年遷宮). Celle-ci est cependant suspendue depuis l'époque Sengoku (XVe et XVIe siècles). Le rōmon (porte du sanctuaire), qui date de 1700, est classé bien culturel important. C'est un exemple typique de l'architecture en pierre de l'époque d'Edo.

## Kami

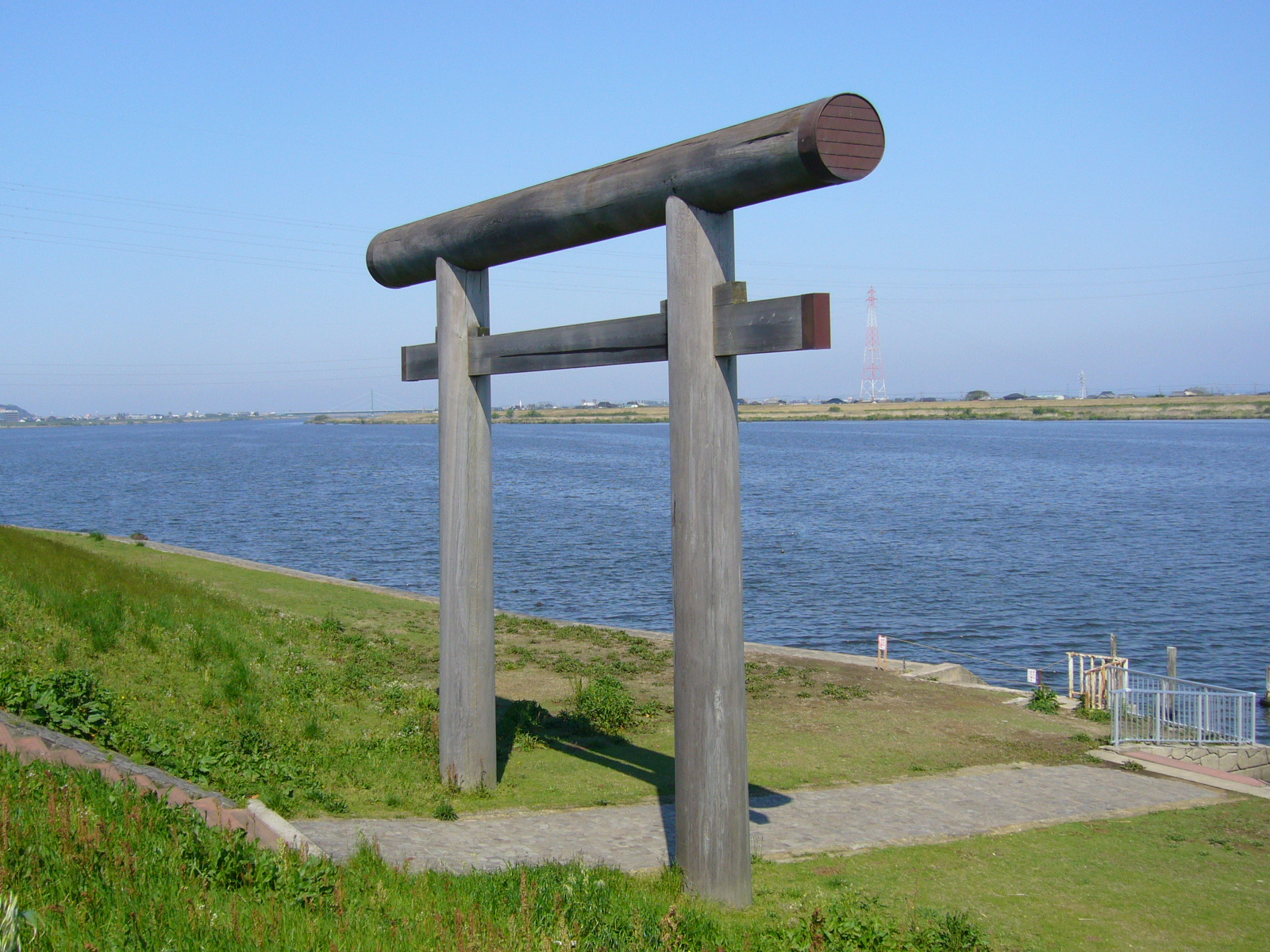
Torii Tsunomiya, sur la berge de la Tone-gawa.

Futsu-nushi, le  kami des épées et du tonnerre et général d'Amaterasu, est le kami principal du Katori-jingū. Il entretient avec Takemikazuchi, le kami du Kashima-jingū à Kashima (préfecture d'Ibaraki), une relation particulière parce qu'ils ont préparé ensemble la descente de Ninigi sur Terre, l'accompagnant souvent dans ses voyages, et tenant une place importante dans la mythologie shinto car ils ont préparé la pacification du pays. Il faut souvent rendre visite aux deux kamis car la région (appelée Shin-shin-goetsu) située entre les deux sanctuaires est sacrée. Les deux sanctuaires sont par ailleurs considérés comme le centre de leur culte au Japon. Les deux divinités sont comptées par la puissante famille Fujiwara comme leurs ancêtres et sont donc honorés (avec deux autres kamis) dans le sanctuaire du Kasuga-taisha, l'autel des ancêtres des Fujiwara à Nara.
À Sansa-jinja, un massha, sont vénérés Iha-tsutsu-no-wo-no-mikoto et Iha-tsutsu-no-me-no-mikoto, deux kamis différents nés du sang de Kagutsuchi.
D'autres kamis sont vénérés dans des sanctuaires proches comme Izanagi (à Ō-shio-jinja, autre massha), Ko-no-Hana (à Sakura-ō-toji-no-jinja), le kami d'argile Hani-yasu-hime avec le kami du feu (à Kaeri-to-jinja, un massha), les huit kamis du tonnerre nés du corps en décomposition d'Izanami (à Roku-shiya-jinja, un massha) et Kamado-no-kami, le kami des fourneaux de cuisine (à Hana-zono-jinja).

## Trésors nationaux

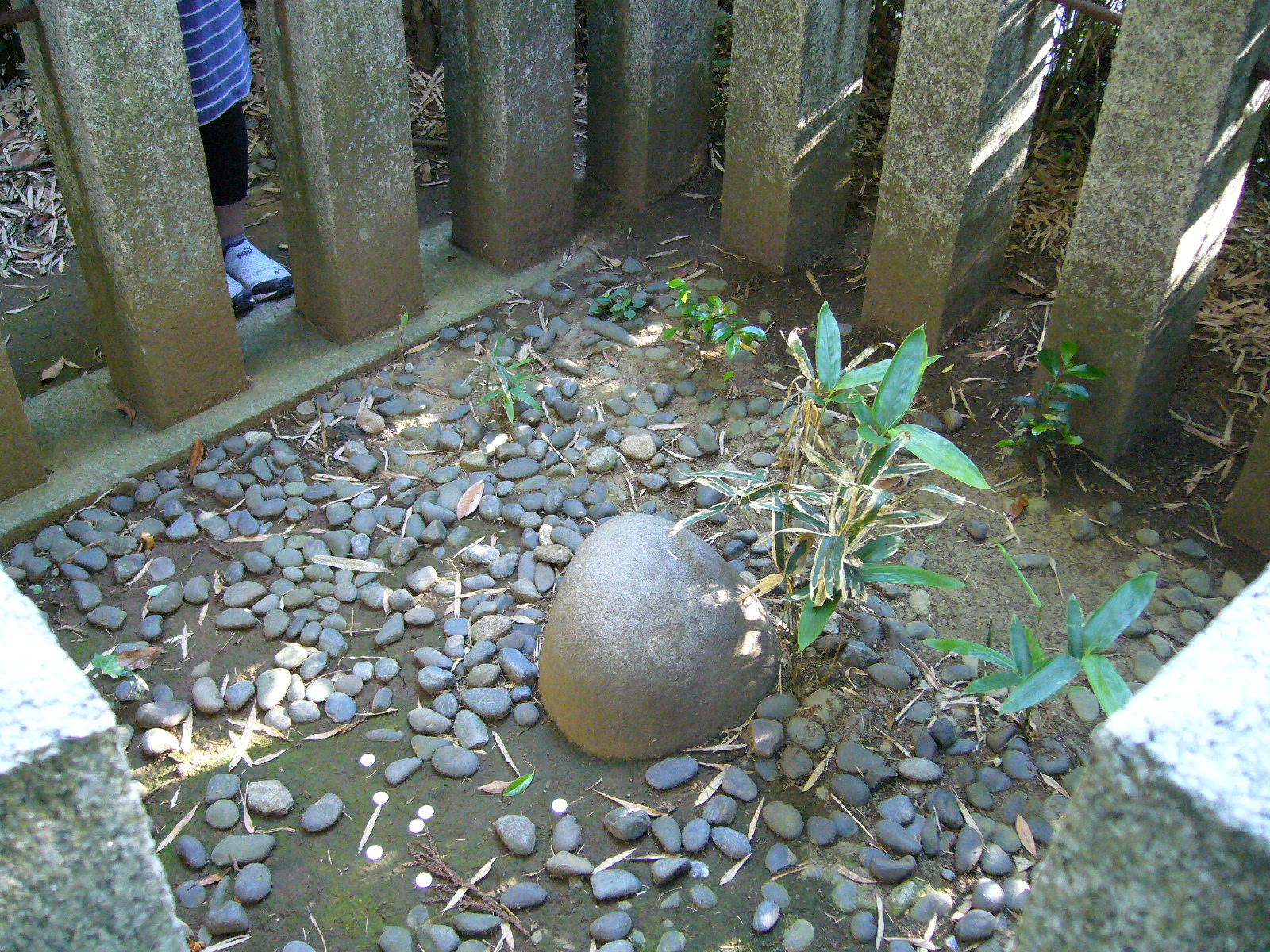
Pierre angulaire.

Le Katori-jingū abrite un trésor national, le Kaijū budō kagami (海獣葡萄鏡), miroir rond en cupronickel d'un diamètre de 29,6 cm et d'un poids de 4,56 kg. Datant probablement de la dynastie Tang en Chine, le miroir est décoré de bas-reliefs de fleurs, d'insectes et d'une variété d'animaux réels et mythologiques. Il est presque identique au miroir détenu par le trésor Shōsō-in à Nara. Le miroir lui-même est conservé au musée national de Nara.
Par ailleurs, le sanctuaire dispose d'une paire de komainu en céramique setomono faisant 17,6 et 17,9 cm de haut. Une de ces statues, datant de l'époque de Muromachi, figure sur un timbre postal japonais d'une valeur de 250 yens. Le jeu de statues est classé bien culturel important.

## Fêtes
Parmi les fêtes organisées à Katori-jingū font partie l'O-ta-ue matsuri (cérémonie de la culture du riz pendant deux jours au début mai), l'Ō-harae (30 juin et 31 décembre), le Shikinen-shinkō-sai ou Miikusa matsuri (cérémonie de commémoration de la pacification du pays, du 7 au 16 avril de chaque année du cheval, c'est-à-dire tous les treize ans), le Dai-kyō-sai (très ancien rite de purification, le 30 novembre) et le Danto matsuri (7 décembre).

## Galerie d'images

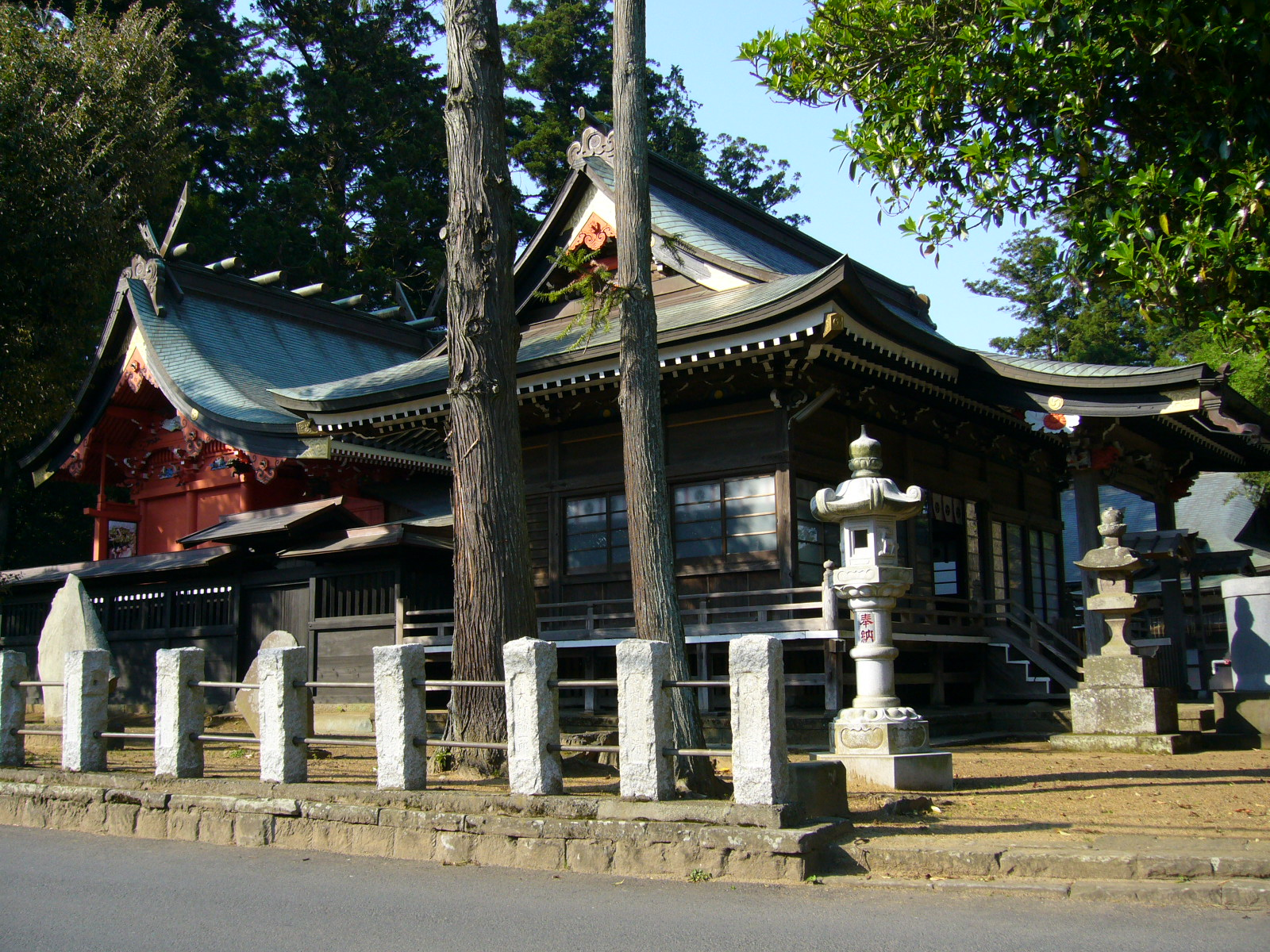
Sanctuaire Oto.
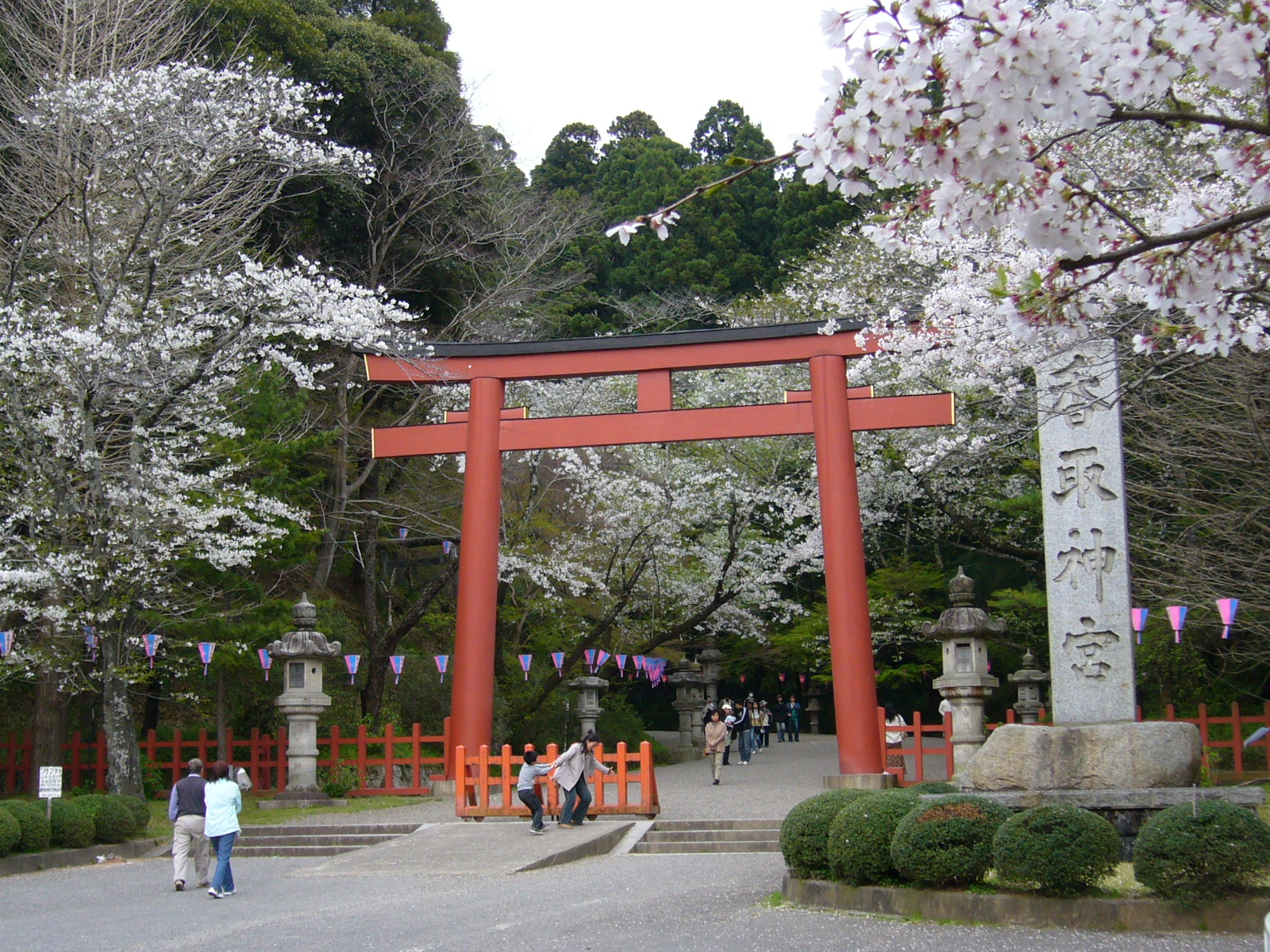
Torii du sanctuaire.
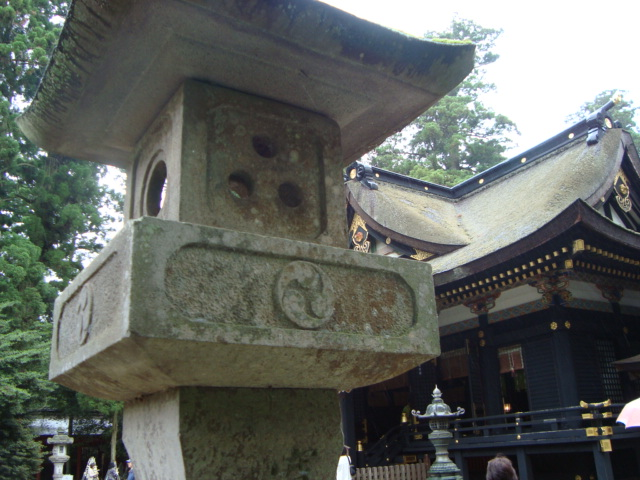
Lanterne à trois ouvertures.